# Азия (крейсер)
А́зия — парусно-паровой крейсер русского Императорского флота. Первоначально американский пароход «Коламбус» (англ. Columbus), построенный в 1873 году на верфи Вильяма Крампа.

## История службы
С 1874 года работал на линии между Нью-Йорком и Гаваной, считался одним из лучших пароходов.
В мае 1878 года приобретен российским правительством за 275 тысяч долларов для последующей переделки в крейсер. 29 мая того же года кораблю присвоено имя «Азия».
Прошёл капитальное переоборудование в Филадельфии: переделано расположение внутренних помещений, демонтирована машина компаунд, заменены все главные котлы, увеличена вместимость угольных ям, установлен наружный киль.
В декабре 1878 года за 12 дней совершил переход из США в Европу. Летом 1879 года прибыл в Кронштадт для установки вооружения.
18 октября 1879 года вышел из Кронштадта на Дальний Восток.
С 1 февраля 1892 года — крейсер 2-го ранга.
В 1898 году проведен капитальный ремонт машины (мощность возросла до 2700 л. с.). В 1901 году капитальный ремонт с установкой 4 новых паровых котлов.
С марта 1906 года — посыльное судно.
16 августа 1911 года исключен из списков флота и передан Комитету морских экскурсий.
В октябре 1912 года передан под названием «Кавказ» Русскому спасательному акционерному обществу. В 1913 году передан Лиге обновления флота.
С началом Первой мировой войны 11 сентября 1914 года зачислен в состав Балтийского флота в качестве транспорта в составе Охраны водного района Бьорке. Позже переведен в Учебно-минный отряд, вооружен двумя 47-мм орудиями. Весной 1916 года установлены два трёхтрубных торпедных аппарата для обучения торпедной стрельбе.
В мае 1918 года сдан в порт на хранение.
В сентябре 1923 года продан для разделки на металл.

## Командиры крейсера
- 18 ноября 1878 — 10 сентября 1879 года — капитан-лейтенант Авелан, Фёдор Карлович
- xx.xx.xxxx — xx.xx.xxxx — капитан-лейтенант Нолькен
- xx.xx.1888 — xx.xx.хххх — капитан 2-го ранга Давыдов, Сергей Николаевич
- 02.04.1895 — 06.12.1896 — капитан 2-го ранга Иессен, Карл Петрович
- хх.хх.1902 — 20.09.1904 — капитан 2-го ранга Шванк, Алексей Фёдорович
- 20.09.1904 — хх.хх.1906 — капитан 2 ранга Баженов, Александр Александрович

## Известные люди, служившие на крейсере
- Вирениус, Андрей Андреевич
- Дурново, Павел Петрович
- Коссович, Иосиф Васильевич
- Линдстрем, Владимир Владимирович
- Нилов, Константин Дмитриевич
- Родионов, Александр Андреевич
- Сакс, Николай Александрович
- Степанов, Павел Гаврилович
- Ферзен, Василий Николаевич
- Чухнин, Григорий Павлович
- Шульгин, Григорий Иванович